# Cultura de los túmulos armoricanos

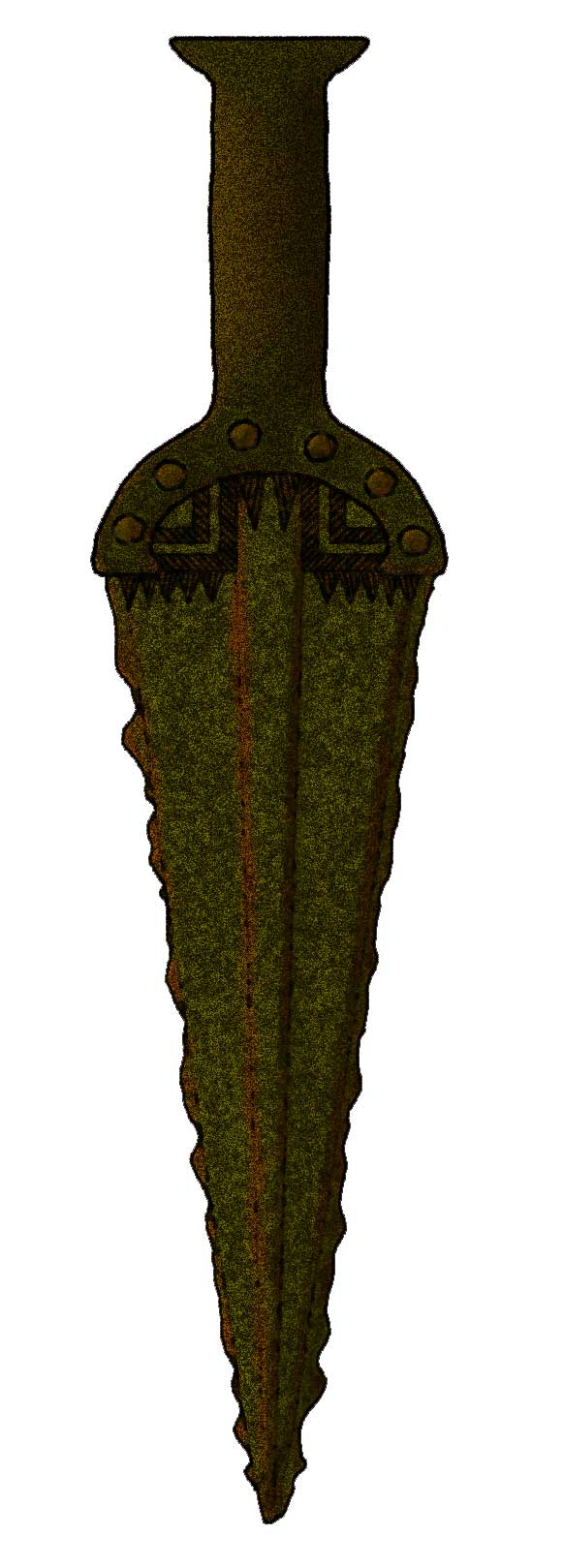
Puñal de bronce.

La cultura de los túmulos armoricanos es una cultura prehistórica geográficamente delimitada a Bretaña y Normandía (Francia). Se desarrolló cronológicamente durante el Bronce antiguo y medio (1900-1350 a. C), en paralelo a la cultura de Wessex, de la cual algunos autores la consideran derivada. Pero otros, sobre todo franceses, valoran más el sustrato autóctono megalítico previo. Su característica principal son los túmulos funerarios de inhumación de hasta cuarenta metros de diámetro y cercanos al litoral que cubren cistas de piedra o mampostería. En muchos de ellos se enterraron a guerreros de alto rango social con valiosos ajuares consistentes en espadas, puñales, puntas de flecha, cerámica campaniforme y elementos de adorno en oro, plata y ámbar, entre los que destacan las lúnulas irlandesas. Hacia 1400 a. C los grandes túmulos costeros comenzaron a ser reemplazados por otros más pequeños y situados en el interior, que derivaron a su vez en tumbas sin apenas diferenciación social. Peor se conocen los asentamientos, que debían consistir en pequeñas aldeas formadas por cabañas rodeadas en ocasiones por una empalizada y dedicadas al cultivo de cereales y a la ganadería. Sus intercambios comerciales se extendieron por todo el litoral atlántico, desde la península ibérica hasta el mar Báltico.
El utillaje doméstico es de sílex y piedra pulimentada. Son característicos los vasos de Rillaton, de oro, con asa y forma globular. Están realizados con chapas de oro martilleadas y el asa está sujeta con una serie de roblones. Este objeto es una pieza de estatus alto y símbolo de una jefatura, en la que una aristocracia guerrera dominaba al resto de personas. Sus asentamientos se fueron desplazando desde la costa hacia el interior.